# Antônio José Vitoriano Borges da Fonseca
Antônio José Vitoriano Borges da Fonseca (Recife, 25 de fevereiro de 1718 — Olinda, 9 de abril de 1786) foi militar, político, memorialista e genealogista luso-brasileiro.

## Biografia
Nasceu em Recife, Pernambuco, filho de Francisca Peres de Figueiroa e do militar português Antônio Borges da Fonseca, os quais foram pais de mais quatro filhos. Além destes, tinha mais quatro irmãos frutos de relacionamentos extraconjugais de seu pai.
Estudou no Colégio dos Jesuítas de Olinda, recebendo o grau de Mestre em Artes.
Aos 18 anos sentou praça no Exército e teve seu “batismo de fogo”  em 1736, quando participou das lutas das Missões, no sul do Brasil. De volta ao Recife, em 1741, recebeu o posto de tenente, sendo promovido no mesmo ano a capitão na infantaria, quando então é designado para comandar a guarnição da Ilha de Fernando de Noronha.  Em 1744, seguiu para Lisboa, onde serviu como mestre de campo. Em 1745, lá tornou-se Familiar do Santo Ofício em abril e recebeu o grau de cavaleiro da Ordem de Cristo em junho.
De volta ao Brasil, assumiu o posto de ajudante de Mestre de Campo General em 1746. Foi designado ajudante-de-ordens do Governador da Capitania de Pernambuco e, já sargento-mor, passou a servir no regimento da praça do Recife em 1754. Neste mesmo regimento, alcança a patente de tenente-coronel, em 1755, e ali fica até 1756.
Em 1762, tornou-se alcaide-mor das vilas de Goiana e Igarassu. Em 1765, passou a exercer as funções de Governador e Capitão-Mor da Capitania do Ceará Grande, cargo que exerceu por mais 17 anos, até 1782, retirando-se da vida pública.
Além de, conforme já citado, ter sido Familiar do Santo Ofício e detentor da comenda da Ordem de Cristo, foi também Irmão da Santa Casa de Misericórdia de Olinda, onde chegou a exercer o cargo de escrivão, e membro da Academia Brasílica dos Renascidos, de Salvador, Bahia.
Faleceu aos 68 anos e seu corpo foi sepultado no Mosteiro de São Bento, Olinda.
Casara-se, em 16 de julho de 1736, com Joana Inácia Francisca Xavier, filha de Maria Margarida do Sacramento e de Manuel Lopes de Santiago. Desta união, nasceram três filhas:
- Francisca Margarida Escolástica da Fonseca (2 de maio de 1737 - 27 de novembro de 1740);
- Maria Joana da Graça das Mercês e do Rosário (13 de março de 1754 - ?), casada com João Carneiro da Cunha, filho de Estêvão José Carneiro da Cunha;
- Ana Francisca Eufêmia do Rosário (16 de setembro de 1761 - ?)[1], casada com Manuel Caetano de Almeida e Albuquerque, pai de Manuel Caetano e de José Paulino de Almeida e Albuquerque.

Seu neto, Manuel Caetano de Almeida e Albuquerque, chegou a ser Conselheiro, deputado constituinte (1823), Senador Imperial pela Província de Pernambuco e Ministro do Supremo Tribunal de Justiça.

### Obras
Foi autor das seguintes obras:
- Antiguidades de Pernambuco;
- Memórias para a história eclesiástica de Pernambuco;
- Memória estatística da capitania do Ceará – 1768
- Cronologia da Capitania do Ceará – 1778
- Palas Armada, formatura dos esquadrões – inédito

Seu trabalho escrito mais importante, todavia, é a Nobiliarquia Pernambucana, redigida por 29 anos, de 1748 a 1777, da qual apenas uma parte foi publicada, em 1883, pelo Instituto Arqueológico, Histórico e Geográfico de Pernambuco e, posteriormente, em 1935, foi publicada integralmente, ou antes, o conjunto da obra, nos Anais da Biblioteca Nacional.